# Berlin Alexanderplatz (filme)
Berlin Alexanderplatz é um filme alemão de 1931, dirigido por Phil Jutzi.

## Elenco
- Heinrich George - Franz Biberkopf
- Maria Bard - Cilly
- Margarete Schlegel - Sonja / Mieze
- Bernhard Minetti - Reinhold
- Gerhard Bienert - Klempner-Karl
- Albert Florath - Pums
- Paul Westermeier - Henschke